# The Puppini Sisters
Сёстры Паппини (англ. The Puppini Sisters) — английское вокальное трио, исполняющее джаз, свинг, поп, стилизованные под музыку 1940-x годов. Группа основана в сентябре 2004 года Марчеллой Паппини. Исполнительницы характеризуют свой стиль как винтаж-свинг-поп.

## История
Члены трио получали степень лиценциата в музыкальном Тринити-колледже по направлению «Джазовый вокал и представление». Когда М. Паппини окончила колледж, она больше не могла петь с К. Маллинз в джазовом хоре, поэтому предложила последней собрать небольшую группу, чтобы исполнять песни трио «Сёстры Эндрюс». Маллинз предложила Стефани О’Брайан в качестве третьей девушки. Изначально не планировалась серьёзная работа, но довольно скоро группа стала набирать популярность, и в данный момент активно ведет концертную деятельность и работает над собственным репертуаром.

## Состав
В группе работают следующие музыканты: струнный квартет, тромбон, бас-кларнет и перкуссия.

### Марчелла Паппини
Марчелла Паппини — брюнетка, вокал, аккордеон. Главный идеолог в трио. Родилась в Болонье, Италия. Начала заниматься музыкой в возрасте пяти лет. В своей музыкальной карьере успела попробовать разные стили музыки; работала дизайнером одежды. Именно Марчелла нашла фабулу «Сестёр Паппини».

### Кейт Маллинз
Кейт Маллинз (Kate Mullins) — блондинка, вокал. Кейт родом из провинциального города Харпенден, Хартфордшир. Свою музыкальную карьеру начала в четыре года. Участвовала в хардкор и хеви-метал проектах, пока не открыла для себя мир джаза.

### Стефани О’Брайан
Стефани О’Брайан (Stephanie O'Brien) — рыжая, вокал, скрипка. Стефани начала заниматься вокалом с ранних лет. Получила серьёзное классическое музыкальное образование. Перепробовала себя в разных жанрах, прежде чем остановиться на джазе.

## Влияние
Название группы — дань любви к стильному вокальному трио «Сёстры Эндрюс», популярному в Америке с конца 1930-х до середины 1950-х годов. Почти все песни сестёр Паппини — попытка вдохнуть новую жизнь в популярные мелодии того времени. Их задача облегчалась тем, что они выбирали не безвестные раритеты, а известные песни, ставшие классикой.
Согласно странице «Сестёр Паппини» на My Space, на творчество трио оказали влияние:
- «Сёстры Эндрюс»
- Марлен Дитрих
- Джинджер и Фред
- Кейт Буш
- Джоан Кроуфорд
- Том Уэйтс
- The Smiths
- The Boswell Sisters
- Belleville Rendez-vous
- Mike Flowers Pops
- Duckie

## Дискография

### Альбомы
- Betcha Bottom Dollar, 31 июля 2006, Великобритания (май 2007, США; март 2008, Франция)
- The Rise and Fall of Ruby Woo, 1 октября 2007, Великобритания (февраль 2008, США; январь 2009, Франция)
- Christmas With The Puppini Sisters, 2010
- Hollywood, 2011
- The High Life (4 марта, 2016)
- Dance, Dance, Dance (With The Pasadena Roof Orchestra), 2020

### Синглы
- «Boogie Woogie Bugle Boy» (2006)
- «Jingle Bells/Silent Night (Little Match Seller)» (December 2006) специальный релиз для iTunes
- «Classics IV|Spooky» (2007)
- «Crazy in Love» (2007)
- «Jilted» (2008)
- «Apart of Me» совместно The Real Tuesday Weld (2008)

### Видеоклипы
- «Boogie Woogie Bugle Boy» (2006)
- «Spooky» (2007)
- «Apart of Me» совместно The Real Tuesday Weld режиссёра Alex de Campi (2007)
- «Jilted» режиссёра Alex de Campi (2008)
- «(I Can’t Believe I’m Not a) Millionaire» режиссёра Alex de Campi (2008)